# Geoffrey Lawrence
Geoffrey Lawrence, 3. baron Trevethin, 1. baron Oaksey (2. prosince 1880, Londýn – 28. srpna 1971, Oaksey, Wiltshire, Anglie) byl britský právník a soudce. Od mládí působil v justici, v meziválečném období zastával vysoké funkce u britských soudů. Po druhé světové válce byl v letech 1945–1946 předsedou mezinárodního tribunálu v Norimberském procesu nad německými válečnými zločinci.

## Životopis

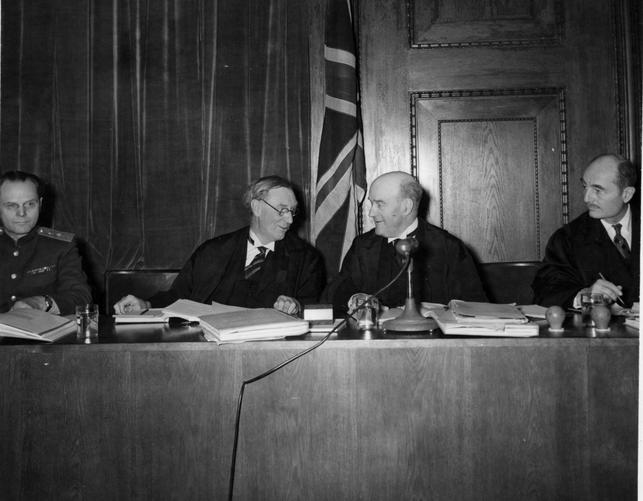
Zasedání mezinárodního soudního tribunálu v Norimberku (Geoffrey Lawrence vpravo)

Narodil se jako třetí a nejmladší syn významného právníka Alfreda Lawrence (1843–1936), který byl mimo jiné krátce lordem nejvyšším sudím pro Anglii a Wales (Lord Chief Justice, 1922–1923). Geoffrey vystudoval v Oxfordu a od roku 1906 působil jako právník, brzy se začal uplatňovat u odvolacích soudů v právních causách v koloniích. Na počátku první světové války vstoupil do armády, aktivně se zúčastnil bojů ve Francii, dosáhl hodnosti majora a obdržel Řád za vynikající službu. Ve služebním poměru v britské armádě zůstal formálně i v následujících letech a později dosáhl hodnosti plukovníka. Po válce se vrátil k práci v justici, v letech 1924–1928 byl soudcem v hrabství Oxfordshire. V roce 1925 byl jmenován královským justičním radou (King's Counsel) a v letech 1927–1932 byl právním zástupcem prince waleského. V letech 1932–1944 byl soudcem vrchního královského soudu, v roce 1932 byl zároveň povýšen do šlechtického stavu. V letech 1944–1957 lordem sudím nejvyššího odvolacího soudu (Lord Appeal of Justice) a od roku 1944 byl též členem Tajné rady.[zdroj?]
Spolu s Normanem Birkettem byl v roce 1945 vyslán do Norimberka, kde se měl zúčastnit soudu nad německými válečnými zločinci. Nakonec byl zvolen předsedou soudního tribunálu a stal se tak jednou z hlavních postav sledovaného procesu s nacistickými pohlaváry (od listopadu 1945 do října 1946). Po návratu do Británie byl v roce 1947 povýšen na barona a stal se členem Sněmovny lordů, nadále zůstal členem nejvyššího odvolacího soudu. Získal čestný doktorát v Oxfordu, kromě toho zastával funkce ve správě hrabství Wiltshire, kde byl smírčím soudcem a zástupcem místodržitele. Po starším bratru Charlesovi zdědil v roce 1959 druhý peerský titul barona Trevethina, který získal jejich otec v roce 1921.[zdroj?]

## Rodina
V roce 1921 se oženil s Marjorie Frances Robinson (1898–1984), měli spolu čtyři děti. Nejstarší dcera Mary Elizabeth (* 1922) se provdala za Sira Philipa Adamse (1915–2001), který byl velvyslancem v Jordánsku (1966–1970) a v Egyptě (1973–1975). Jediný syn John Geoffrey Lawrence (1929–2012) studoval v Oxfordu a Yale, sloužil v armádě a byl mimo jiné spisovatelem a novinářem. Současným představitelem rodu je Patrick John Lawrence, 5. baron Trevethin a 3. baron Oaksey (* 1960).[zdroj?]
Geoffreyův nejstarší bratr Alfred Clive Lawrence (1878–1926) byl též právníkem a působil jako právní zástupce na ministerstvu financí. Prostřední bratr Charles Trevor Lawrence, 2. baron Trevethin (1879–1959), sloužil v armádě, za první světové války dosáhl hodnosti podplukovníka a později se uplatnil mimo jiné ve vedení skautingu.[zdroj?]